# كونار أنداماني
كونار أنداماني (الاسم العلمي:Connarus andamanicus) هو نوع من النباتات يتبع جنس الكونار من الفصيلة الكونارية.